# Platform Environment Control Interface
L'Interface de Contrôle de l'Environnement de la Plateforme, abrégée PECI (Platform Environment Control Interface), est une technologie présentée en 2006 utilisée pour la gestion thermique des microprocesseurs Intel Core 2 Duo.

## Details
Alors que les technologies de gestion thermiques précédentes se servaient des diodes thermiques, PECI utilise à la place des sondes thermiques numériques (Digital Thermal Sensors - DTS). Ces sondes, après avoir été calibrées à l'usine, fournissent des informations sous forme de données numériques au sujet de la température du processeur. Le bus PECI, permettant l'accès à ces données depuis les composants du chipset, est une interface de liaison avec un débit variable (de 2 kbit/s à 2 Mbit/s).
Au niveau du contrôle, la différence principale entre PECI et les méthodes de surveillance de la température précédemment utilisées est que PECI rapporte une valeur négative exprimant la différence entre la température courante et le point thermique de référence maximal (à laquelle le CPU réduit la vitesse ou s'arrête pour empêcher des dommages dus à la surchauffe) au lieu de la température absolue. Par exemple, pour un CPU avec la température maximale de 85 °C et une température de fonctionnement courante de 35 °C, la valeur rapportée par PECI sera de -50 °C.

## Avantages
Puisque la valeur rapportée par PECI tient compte des informations internes du processeur sur les températures de fonctionnement sûres, elle allège le besoin du BIOS ou du système d'exploitation à faire des hypothèse potentiellement incorrectes au sujet de cette limite. En outre, elle optimise la commande dynamique du ventilateur avec un degré élevé d'exactitude, où la vitesse du ventilateur peut être progressivement augmentée pendant que la valeur approche de zéro.